# Pierre Hély d'Oissel
 (mai 2024).
Pour les articles homonymes, voir Hély d'Oissel.
Antoine Pierre Louis Hély d'Oissel (1887 - 1959) est un industriel français, président-directeur général de Saint-Gobain de 1936 à 1953, de la Société de Commentry, Fourchambault et Decazeville et de la Société civile de Joudreville, administrateur du Crédit industriel et commercial (CIC), de la Compagnie auxiliaire de navigation, de la Compagnie des phosphates de Gafsa,

## Carrière
Né le 5 juin 1887 à Paris, fils de Etienne Emile Hély d'Oissel, Ingénieur Civil des Mines,  et de Blanche Lucie Marie Charlotte Roederer. Petit-fils Antoine Pierre Hély d’Oissel (1806-1868), président de la  Manufacture des Glaces de Saint-Gobain et petit-fils de Pierre-Louis Roederer (1824-1896), actionnaire des Manufactures de glaces et verres de Saint-Quirin, Cirey et Monthermé. Les deux manufactures fusionnent en 1858 et deviennent la Manufacture des glaces et produits chimiques de Saint-Gobain, Chauny et Cirey.
Commandant d'une escadrille d'observation en 1916, blessé. Croix de Guerre 14-18, 5 citations, chevalier de la Légion d'Honneur le 18 avril 1918., puis officier le 25 décembre 1929.
Administrateur de nombreuses sociétés notamment de Saint-Gobain en 1928, président de Decazeville. Il est nommé président et directeur général de Saint-Gobain le 15 octobre 1936, jusqu'au 5 juin 1952. Un des grands présidents.
La guerre de 39-45 le voit s'engager dans la résistance. Croix de Guerre 39-40, médaille de la Résistance, commandeur de la Légion d'honneur le 13 avril 1949.

## Vie privée
Épouse Jeanne Rosine Toussaint (la Panthère de chez Cartier), le 6 juillet 1954. Il meurt le 29 juillet 1959 à Ciboue, sans descendance.

## Décorations
- Commandeur de la Légion d'honneur (13 avril 1949) ; officier du 25 décembre 1929, chevalier du 18 avril 1918 ;
- Croix de guerre 1914–1918 (5 citations) ;
- Croix de guerre 1939–1945 ;
- Médaille de la Résistance française (26 juillet 1947)[1] ;
- Insigne des blessés militaires (2 blessures de guerre, en 1914 et en 1918)[2].

## Sources
- Annales.org
- Hervé Joly, Danièle Fraboulet, Patrick Fridenson, Alain Chatriot, Dictionnaire historique des patrons français
- Hubert Bonin, Histoire de la Société générale, volume 1, 2006
- Guy Levé, Saga des Hély d'Oissel, archives de Saint Gobain